# Anna Mascha
Anna Mascha är en grekisk skådespelare.

## Roller (i urval)
- (2001) - Brasileiro
- (2000) - Mavro Gala